# Ryska federationens hjälte

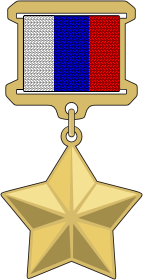
Guldmedalj

Ryska federationens hjälte är den finaste ryska hedersutmärkelse som kan tilldelas en rysk medborgare. Den instiftades av den tidigare presidenten Boris Jeltsin den 20 mars 1992 och ersatte då den tidigare titeln Sovjetunionens hjälte.

## Kriterium
Kriteriet för att få utmärkelsen är att personen skall genomfört heroiska insatser för staten och det ryska folket. Både civila och militära ryssar kan tilldelas medaljen. Medaljen kan också erhållas postumt.

## Exempel på ryssar som erhållit utmärkelsen
- Achmat Kadyrov - f.d. president i Tjetjenien
- Aleksandr Karelin - rysk brottare
- Sergej Krikaljov - rysk kosmonaut
- Larisa Lazutina - rysk längdskidåkare
- Ljubov Jegorova - rysk längdskidåkare
- Katia Budanova - sovjetisk stridspilot
- Sergej Sjojgu - Rysslands katastrofminister 1999